# Alessandro Pesenti-Rossi
Alessandro Pesenti-Rossi (Bergamo, 31 augustus 1942) is een voormalig Formule 1-coureur uit Italië. Hij nam in 1976 deel aan vier Grands Prix voor het team Tyrrell Racing, maar scoorde hierin geen punten.